# Projecció octant

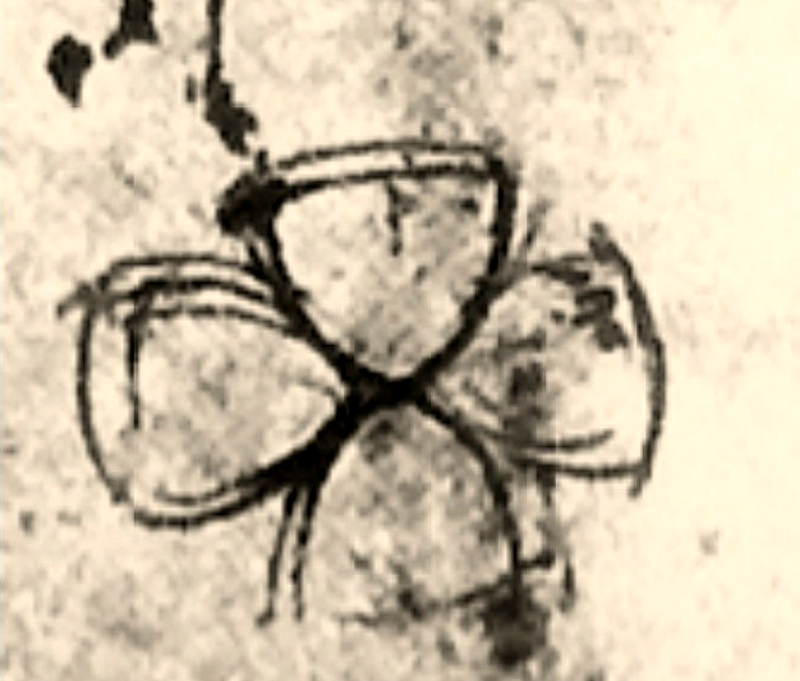
Esbós en el Còdex Atlàntic amb el tipus projecció Da Vinci octant

La Projecció Da Vinci octant (o simplement Projecció octant), és un tipus de projecció proposada per primera vegada, el 1508, per Leonardo da Vinci en el seu Còdex Atlàntic. L'autoria de Leonardo quedaria demostrada per Christoher Tyler en el seu informe sobre aquesta,"..For those projections dated later than 1508, his drawings should be effectively considered the original precursors..", ja que hi ha un esbós d'aquesta projecció en una pàgina dels manuscrits del Codex Atlanticus, fet de la pròpia mà de Leonardo, sent aquest esbós, la primera descripció coneguda de la projecció Da Vinci octant.
La mateixa pàgina del Còdex conté esbossos d'altres vuit projeccions del globus (les conegudes a la fi del segle XV), estudiades per Leonardo, que van des de la projecció cònica plana de Ptolemeu a la proposada per Rosselli,

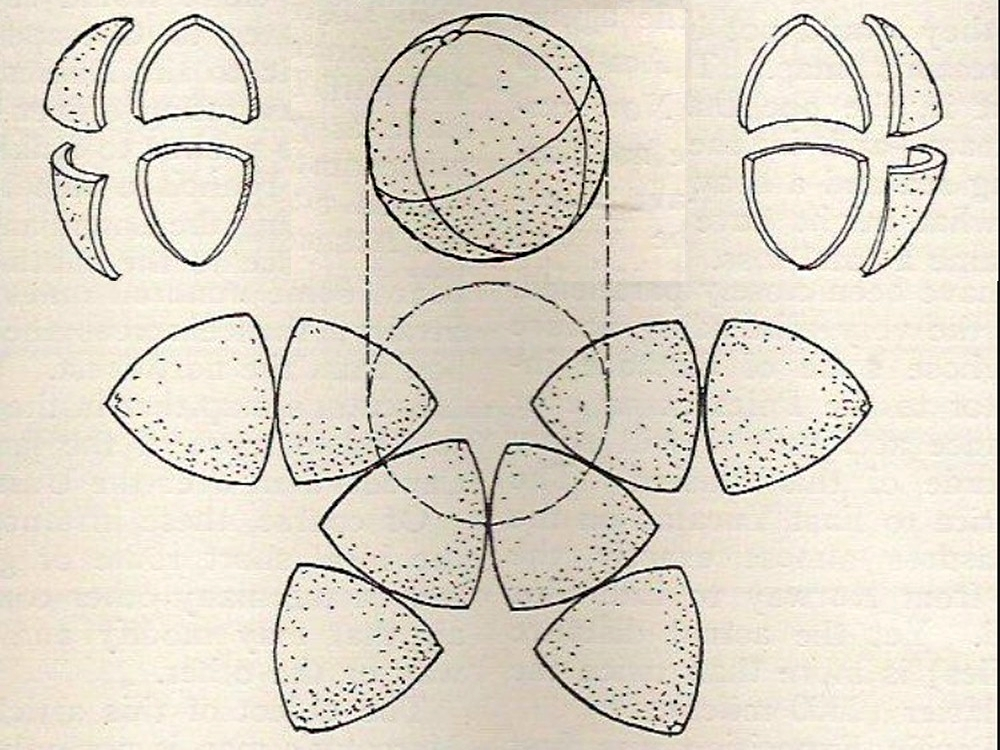
Desenvolupament de la projecció quasi-octant de Cahill de l'any 1915.

És una projecció que no és conforme ni d'àrees equivalents, composta per arcs circulars enllaçats, sense mostrar meridians ni paral·lels intermedis, en la qual la superfície esfèrica de la Terra es divideix en vuit octants, cadascun aplanat en forma d'un triangle de Reuleaux, d'una forma semblant a com es pot pelar un taronja amb un ganivet fent seccions amb tres meridians perpendiculars entre si, dos a dos. Si es transfereix a un suport elàstic, seria possible cobrir amb ells la superfície d'un model "ad hoc" del globus terraqüi.
Els vuit triangles estan orientats d'una manera similar a la de dos trèvols de quatre fulles un al costat de l'altre, estant els pols de la terra situats al centre de cada trèvol. Un costat de cadascun dels vuit triangles, (l'oposat al centre del pseudo trèvol), és una quarta part de l'equador, els dos restants (els que convergeixen al centre del pseudo trèvol), són la quarta part dels dos Meridians que amb l'equador seccionen el món en els vuit octants.

## Projeccions similars

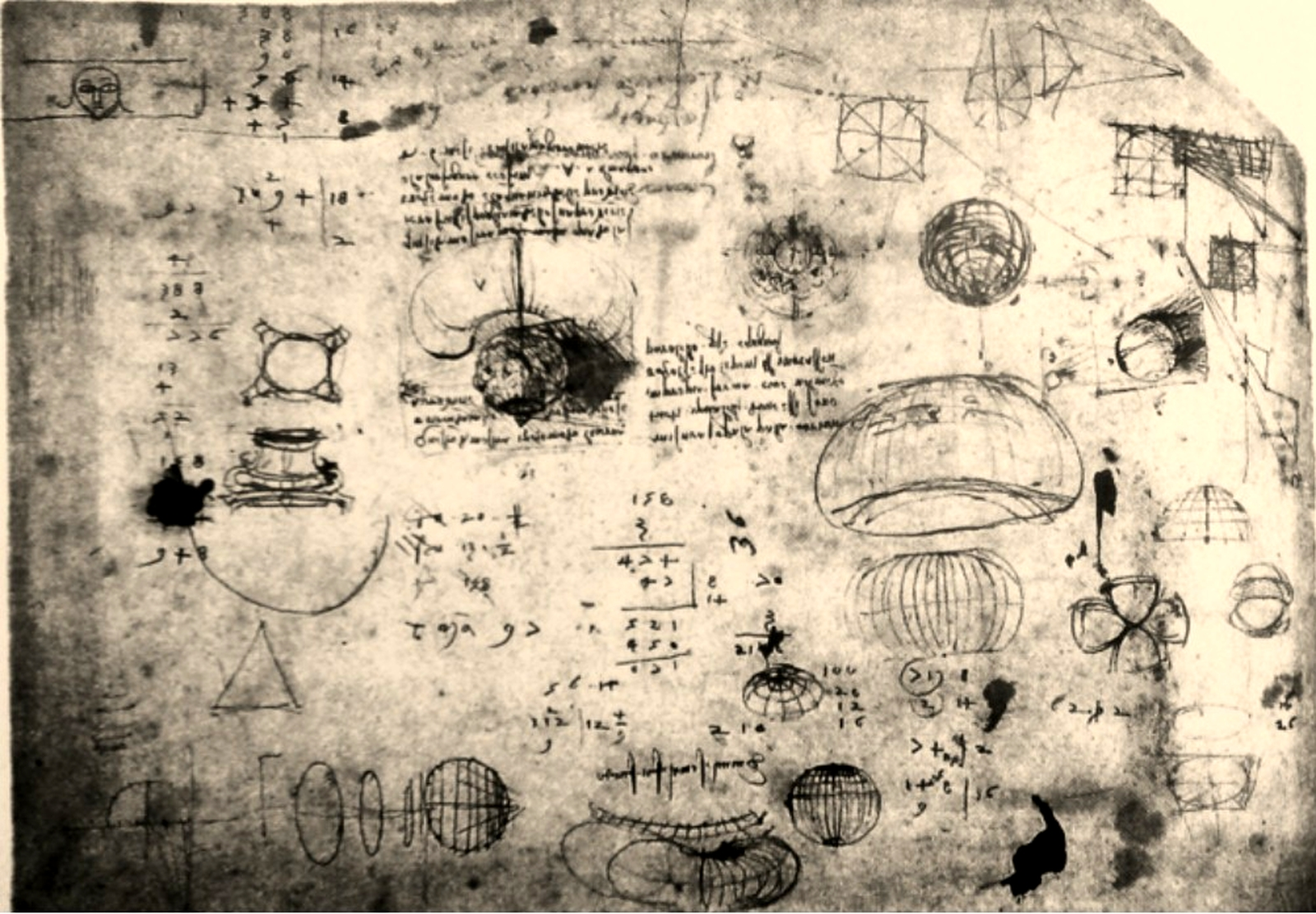
Pàgina del Còdex Atlàntic amb esbossos de vuit projeccions del globus estudiades per Leonardo

Les projeccions que també es basen en el triangle de Reuleaux van ser publicades per:
- 1549 - Oronce Finé
- 1556 - Li Testu
- 1580 - John Dee[12]
- 1616 - Nicolaas Geelkercken
- 1894 - Fiorini
- 1909 - Bernard J.S. Cahill
- 1916 - Anthiaume
- 1938 - Uhden
- 1955 - Keuning
- 1975 - Cahill-Keyes

## Opinions dels experts sobre l'autoria
Encara que l'autoria de la primera descripció de la projecció Da Vinci octant per part de Leonardo hauria quedat demostrada en l'informe de Christofer Tyler, que va decidir tractar per separat l'autoria de la projecció octant (1508) i l'autoria del mapa de Leonardo (1514), els altres autors anteriors a ell tracten conjuntament l'autoria d'ambdós (autoria del mapa i autoria de la projecció -sense separar l'una de l'altra-), parlen de "..the eigth of a supposed globe represented in a plane.." o sobre "globe sections" (Harrisse) i uns altres els anomenen "gores", que constitueixen, de fet, una projecció del globus (hi ha un error en la traducció de 2005 de l'edició de Muntz de 1899 al castellà, videt: "sections of a rude, elementary globe" ho tradueix per "..fragmentos de una pequeña esfera tosca i elemental.." -sections implica projecció/vista.. fragments no, a part que dona a entendre que és quelcom incomplet-).
Entre aquests estudiosos, l'autoria de Leonardo no està universalment acceptada, amb alguns autors completament en contra de qualsevol mínima contribució de Leonardo, com, Henry Harrisse (1892), o Eugène Müntz (1899 - citant l'autoritat de Harrisse de 1892),
Altres erudits accepten explícitament ambdues autories (tant del mapa com de la projecció), com treballs fets per Leonardo, descrivint-los com els primers d'aquest tipus, entre ells, R.H. Major (1865) en el seu treball, Memoir on a mappemonde by Leonardo da Vinci, being the earliest map hitherto known containing the name of America ("..the eigth of a supposed globe represented in a plane.." ), Grothe, l'"Enciclopèdia universal il·lustrada europeu-americana"(1934), Snyder en el seu llibre "Flattening the earth" (1993), Christoher Tyler en el seu treball Leonardo da Vinci’s World Map (2014), José Luis Espejo en el seu llibre "Los mensajes ocultos de Leonardo Da Vinci" (2012), o David Bower en el seu llibre "The unusual projection for one of John Dee's maps of 1580" (2012).
Uns altres també els accepten explícitament com a autèntics (tant el mapa com la projecció), encara que deixant en suspens la mà directa de Leonardo, atribuint l'autoria de tota l'obra a un dels seus deixebles, com Nordenskjold que acaba resumint en el seu llibre "Facsimile-Atles" (1889), confirmat més tard per Dutton (1995) i molts d'altres: "..on account of the remarkable projection..not by Leonardo himself, but by some ignorant clerk.", o Keunig (1955) que arriba a ser més precís: "..by one of his followers at his direction.."..".

## Variants del disseny

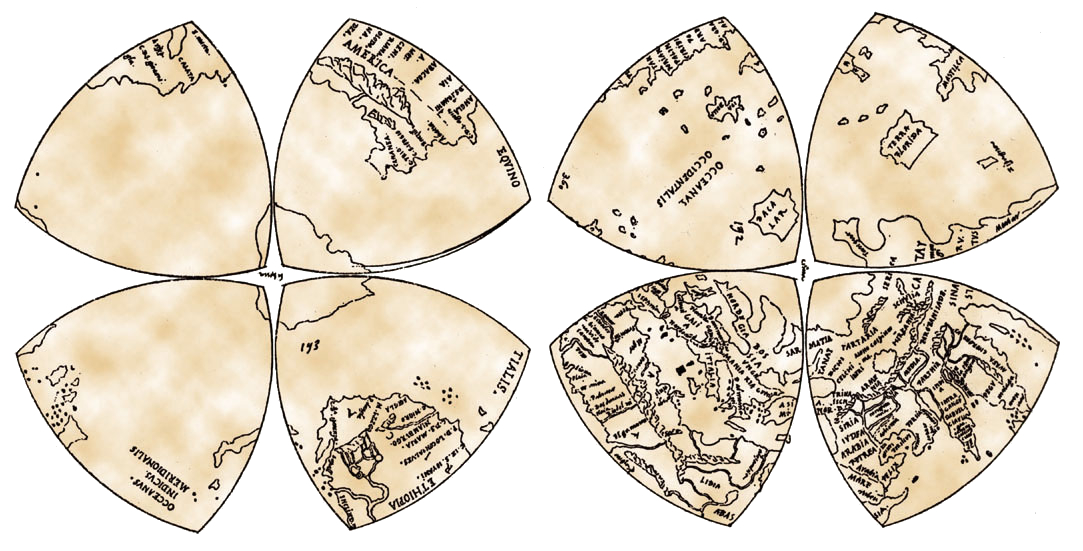
Mapa del món de l'escola de Leonardo en vuit octants tipus Triangle de Reuleaux.

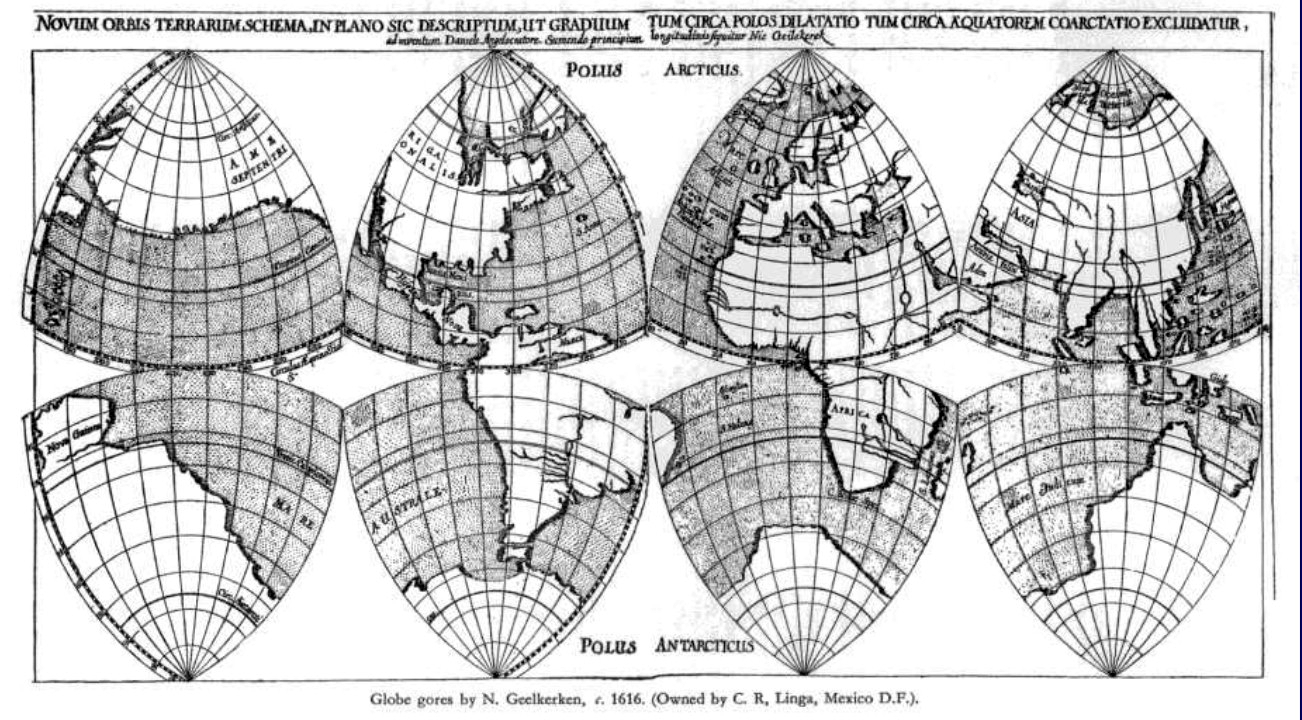
Projecció octant de Nicolaas-Geelkercken 1616 en vuit octants tipus Triangle de Reuleaux.

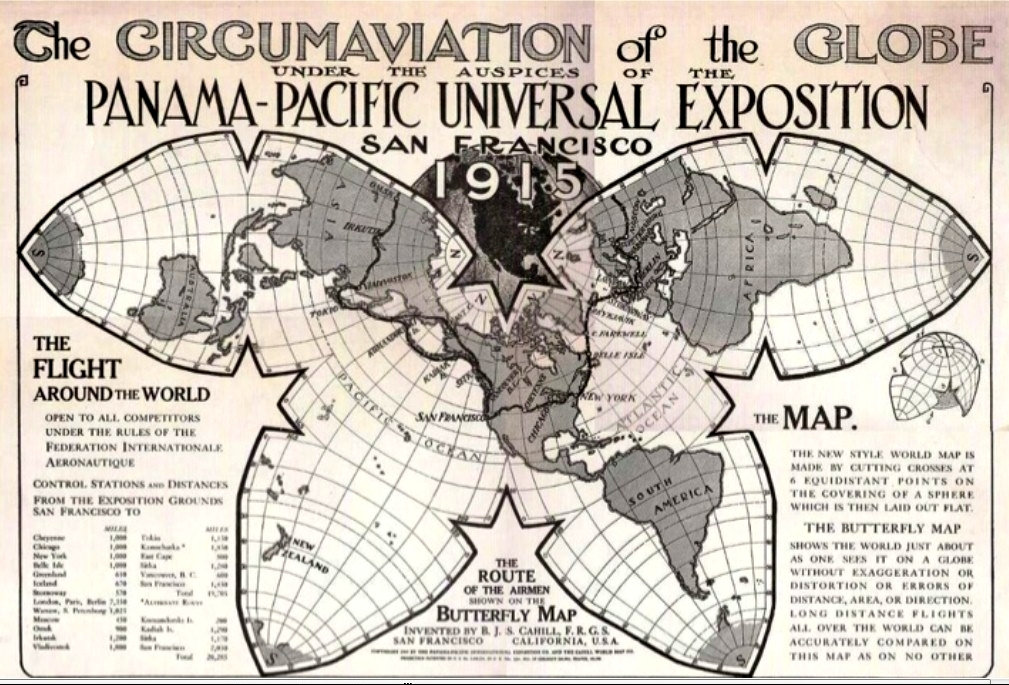
Projecció quasi-octant tipus papallona de Cahill del pamflet "circum-aviation of the globe" de 1915